# Batalla d'Ameixial
La batalla d'Ameixial o batalla d'Estremoz va tenir lloc el 8 de juny de 1663, prop del poble de Santa Vitòria do Ameixial, a uns 10 km al nord-oest d'Estremoz, entre els exèrcits espanyol i el portuguès en el marc de la Guerra de Restauració portuguesa.
L'Exèrcit d'Extremadura, al comandament de Joan Josep d'Àustria va sortir de Badajoz en direcció a Estremoz el 6 de maig, compost per 26 terços espanyols, 8 terços italians, 5 terços alemanys, un terç de francesos, 11 de trossos de cavalleria, i artilleria i proveeduría. Partides de cavalleria portuguesa espiaven als hispans, des de les espesses oliveres.
La situació geogràfica, i la fertilitat dels camps i deveses, tots de regadiu feia d'Estremoz una ubicació estratègica i al voltant de la vila s'havien creat noves fortificacions, amb una guarnició de 8.000 infants i 2.000 cavalls, dirigits per Sancho Manuel de Vilhena, comte de Villaflor i Frederic Schomberg, nou general dels estrangers. Donada la impossibilitat de prendre Estremoz, l'exèrcit invasor es va dirigir a Évora, amb una guarnició de 1.000 infants i 300 cavalls, sense fortificació, artilleria i municions. Tot i que Sancho Manuel de Vilhena havia enviat reforços i municions, els habitants es van rendir sense presentar batalla, i Joan Josep d'Àustria va deixar una guarnició de 3.700 homes i marxar cap a Estremoz amb la intenció de buscar una victòria definitiva contra els rebels, però la falta de municions, menjar i diners va paralitzar l'exèrcit espanyol.
Els portuguesos, reforçats per un cos de tropes angleses, i es van posar sota el comandament de la Schomberg hugonots. van aconseguir reunir un exèrcit de 20.000 homes i va marxar contra els espanyols i el comandant espanyol va decidir retirar-se a una posició estratègica al nord-est d'Évora per esperar l'enemic.

## Batalla
El 8 de juny, el poderós atac portuguès va trencar la posició espanyola i va guanyar el dia. El paper dels auxiliars anglesos i l'experiència de Frederic Schomberg foren crucials.

## Conseqüències
Les pèrdues espanyoles van ser molt altes i l'exèrcit es va veure obligat a retirar-se a Badajoz. La guarnició espanyola d'Évora de 3.700 homes va capitular el 24 de juny del 1663, consumant el fracàs de l'expedició.